# Natalia Koustinskaïa
Natalia Nikolaïevna Koustinskaïa (en russe : Ната́лья Никола́евна Кусти́нская), née le 5 avril 1938 à Moscou et morte le 13 décembre 2012 dans la même ville, est une actrice soviétique de théâtre et cinéma. Artiste émérite de la fédération de Russie (1999).

## Biographie
Natalia Koustinskaïa fait ses études dans la classe de maître de Boris Bibikov (ru) et Olga Pyjova à l'Institut national de la cinématographie dont elle est diplômée en 1961. Elle devient actrice du Théâtre national d'acteur de cinéma. Sa première expérience cinématographique a lieu en 1959, dans le film de Grigori Rochal Aube grise (Хмурое утро). Tout au long de sa carrière Koustinskaïa incarne plus de vingt rôles au cinéma et à la télévision. Elle travaille également dans le doublage des films.
L'actrice connait de sérieux problèmes de santé les dernières années. Elle décède fin 2012, d'un accident vasculaire cérébral à l'hôpital Sergueï Botkine de Moscou et est inhumée au cimetière de Kountsevo.
En 2013, Ivan Tsybine, et Andreï Loukov lui consacrent le film documentaire Natalia Koustinskaïa. La reine des cœurs brisés (Наталья Кустинская. Королева разбитых сердец) qui passe en revue les dernières et les moins glorieuses années de l'actrice[réf. souhaitée].

## Filmographie partielle
- 1963 : Trois plus deux (Три плюс два) de Genrikh Oganessian
- 1973 : Ivan Vassilievitch change de profession (Иван Васильевич меняет профессию) de Leonid Gaïdaï